# Міхал Лужецький
Міхал Лужецький (пол. Michał Łużecki; 1868, Словіта — після 1939, Львів) — польський львівський архітектор.

## Біографія
Закінчив реальну школу у Львові. Протягом 1888—1894 років навчався у цісарсько-королівській Політехнічній школі у Львові. У 1893—1895 — асистент Юліана Захаревича на кафедрі архітектури. Від 1902 року член Політехнічного товариства у Львові. Від 1895 року працює в будівельному департаменті львівського магістрату. Після смерті Юліуша Гохберґера 1905 року — директор департаменту. Очолював комісію, відповідальну за будівництво у Львові мавзолею польських солдатів, що полягли в українсько-польській війні. Член журі конкурсів на проєкт будівлі казино у Львові (1910), прибуткових будинків на вулицях Коперника та Банківській (1910), на проєкт нового костелу святої Анни у Львові (1912), ескізів дому Ремісничої палати у Львові (1912), проєктів ратуші в Дрогобичі (1913), львівського костелу Матері Божої Остробрамської (1930). 1931 року вийшов на пенсію.
Помер у Львові, похований на 70 полі Личаківського цвинтаря.
Реалізовані у Львові проєкти
- Водонапірна вежа у стилі неоготики на Галицькій крайовій виставці 1894 року. Співавтор Юліан Захаревич, керували спорудженням Володимир Підгородецький і Якуб Баллабан[10].
- Павільйон лісництва на Галицькій крайовій виставці 1894 року, деталі плану та конструкції Палацу мистецтв (архітектор Франциск Сковрон)[11].
- Гуртожиток студентів Львівської політехніки на нинішній вулиці Горбачевського, 18 (1895, співавтор Якуб Курась, будувала фірма Левинського).
- Модифікація розробленого у Відні проєкту будинку дирекції залізниць на нинішній вулиці Огієнка, 3 (1895—1897)[12].
- Проєкт перебудови монастиря кларисок (1898, співавтор Юліуш Гохберґер)[13].
- Будівля міської народної школи імені Святого Мартина (тепер Львівська середня загальноосвітня школа I-III ступенів № 20) на вулиці Скидана, 18 (1898)[14].
- Нові корпуси Міського газового заводу, що на нинішній вулиці Газовій, 28. Споруди в неоготичному та неороманському стилях зведені в кінці XIX — на початку XX століття, співавтор Альфред Каменобродський[15].
- Реставрація костелу святого Миколая, завершена 1903 року[16] Проєкт оформлення органу там же, на замовлення Рудольфа Хаасе (1905)[17].
- П'єдестал під фігурою Божої Матері у вигляді фонтану, прикрашеного масками дельфінів на початку нинішнього проспекту Свободи (1904). До нашого часу не зберігся[18].
- Будівля міської народної виділової школи імені короля Яна III Собеського (нині заклад загальної середньої освіти № 87 Львівської міської ради імені Ірини Калинець) на вулиці Замарстинівській, 11 (1903—1904, співавтор Адольф Піллер)[19].
- Неоготична будівля колишньої школи імені Г. Сенкевича на нинішній вулиці Залізняка, 21 (1905—1906)[20].
- Будинок Юзефа Янковського на нинішній вулиці Вакарчука, 8 (1906—1907, збудовано фірмою Едмунда Жиховича)[21][22].
- Будинок Леона Зіона на вулиці Коперника, 12 (1907—1908, скульптурне оздоблення Юліуша Белтовського, будувала фірма Едмунда Жиховича), а також наступний, № 14 у переосмислених формах флорентійського відродження (1908)[23].
- Реставрація П'ятницької церкви у Львові 1908 року. Було зокрема споруджено нову баню з ліхтарем і наріжними вежечками[24].
- Будинки № 3 та № 7 на нинішній вулиці Саксаганського (обидва у 1910—1911 роках)[23].
- Будівля Австро-угорського банку в стилі модернізованого класицизму на нинішній вулиці Листопадового чину, 8 (1912—1913, скульптурне оздоблення Юліуша Белтовського, будувала фірма Едмунда Жиховича)[25].
- Торговий дім Ціпперів на розі площі Ринок, 32 і вулиці Шевської у стилі модернізованого ренесансу і бароко. Збудований фірмою Едмунда Жиховича у 1912 році[26][27].
- Комплекс готелю «Краківського» зі спорудами Товариства взаємного страхування урядовців. Готель зведено у модернізованих ренесансно-готичних формах, за основу взято проєкт переможців конкурсу Генрика Заремби та Рудольфа Мацури. Інтер'єри опоряджено за проєктами мистецького об'єднання «Зеспул». Будівництво велось фірмою Едмунда Жиховича у 1913—1914 роках. Наріжна будівля готелю, за адресою площа Соборна 7, доповнена зі сторони вулиці Пекарської кількома спорудами у стилі раціонального модерну[28][29].
- Надбудова третього поверху з трикутним фронтоном у стилі ар деко до будівлі монастиря францисканців, що на нинішній вулиці Тараса Бобанича, 1. За проєктом Лужецького відреставровано також фасад та вівтар костелу. Усі роботи виконані 1926 року[30].
- Реставрація костелу Марії Сніжної і плебанії у Львові (1929, за участі Вітольда Равського)[31].
- Будинок товариства Сокіл IV на вулиці Личаківській, 99, на розі з вулицею Ніжинською у Львові (1925—1932, співавтор Міхал Риба)[32].
- Проєкт тимчасової каплиці і монастиря францисканців у Козельниках (тепер вулиця Зелена), виконаний 1936, дещо видозмінений Вавжинцем Дайчаком. Керував спорудженням[33].

Роботи в інших населених пунктах
- Вівтарна частина костелу святого Станіслава Костки у Станиславові (нині — Івано-Франківськ). Проєкт 1927 року.
- Неоготичний монастир францисканців у місті Ясло Підкарпатського воєводства (1903—1904, зруйнований 1944).

Нереалізовані проєкти
- Конкурсний проєкт головного вівтаря костелу в Закопаному (1902, друга нагорода)[34].
- Проєкт готелю біля озера Морське Око в Татрах. Розроблений 1903 року для конкурсу Товариства Татр. Здобув третю нагороду серед 14 претендентів. Водночас аналогічну третю нагороду отримав Євген Весоловський[35].
- Конкурсний проєкт костелу святої Єлизавети у Львові[36].
- Проєкт фонтану перед оперним театром у Львові (1905)[37].
- Проєкт палацу мистецтв у Львові у стилі сецесії з елементами бароко (1907)[38].

## Галерея

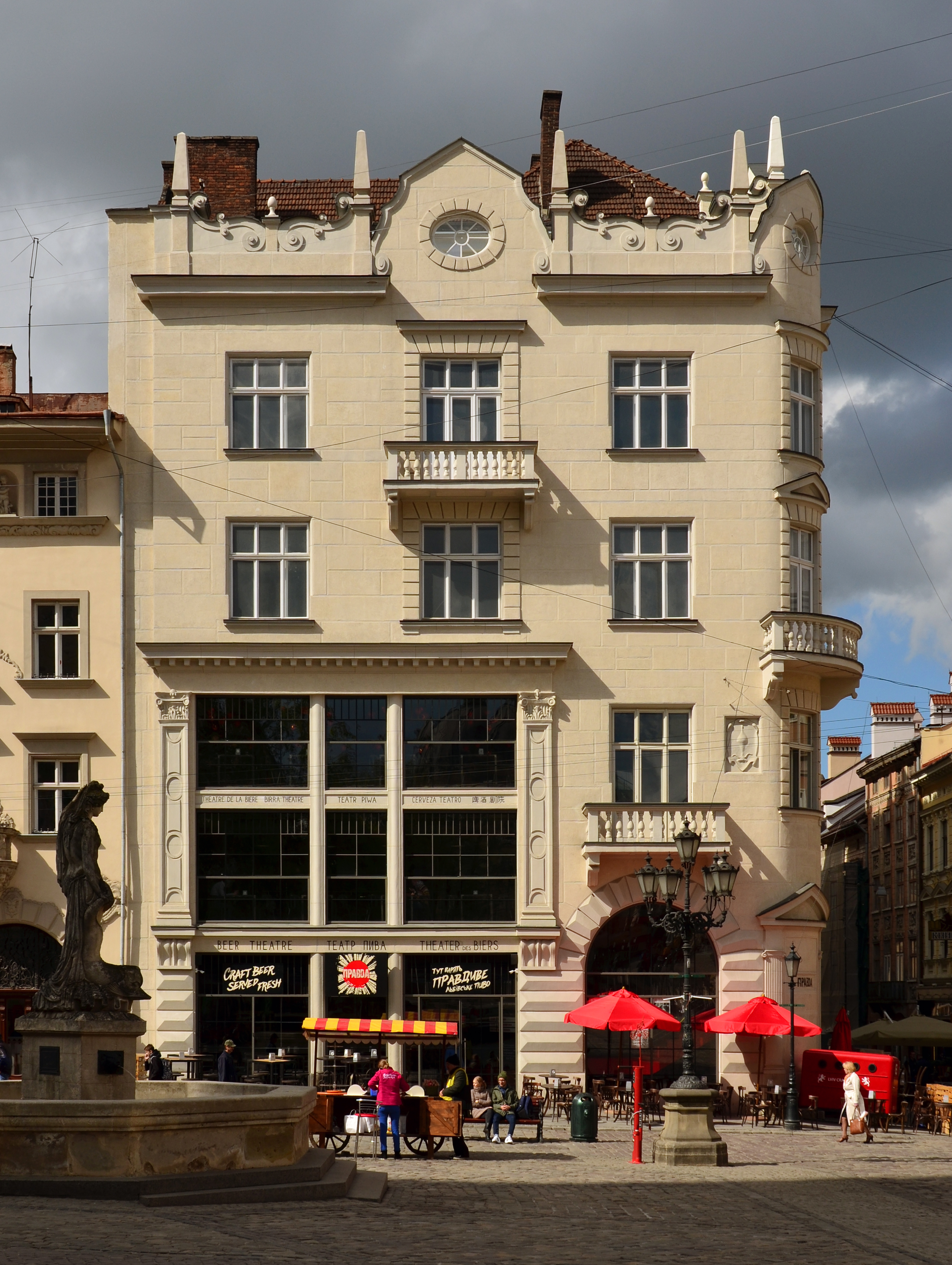
Торговий дім Ціпперів (1912; площа Ринок, 32)
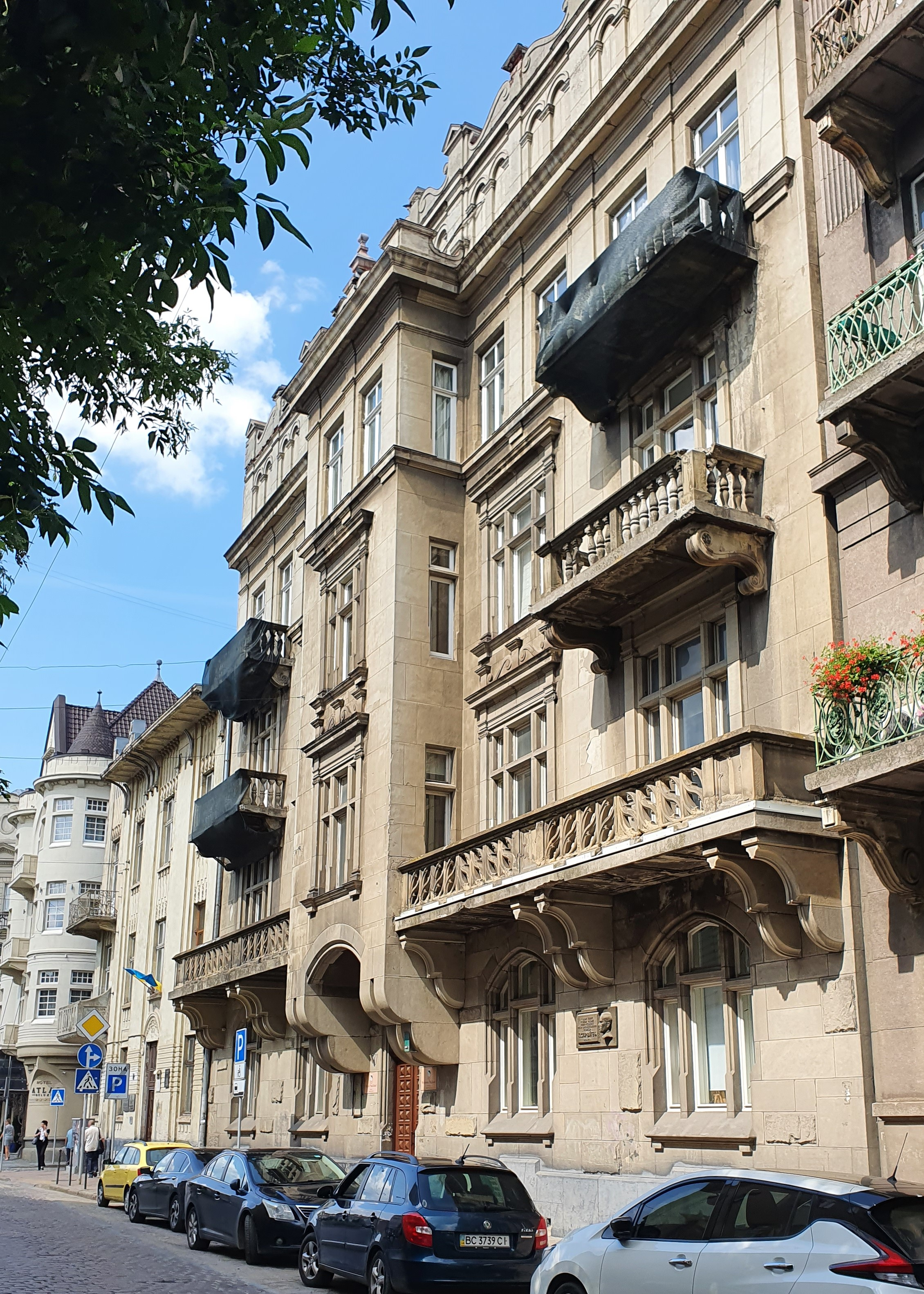
Колишня кам'яниця Ренського (1910—1911; вулиця Саксаганського, 3)
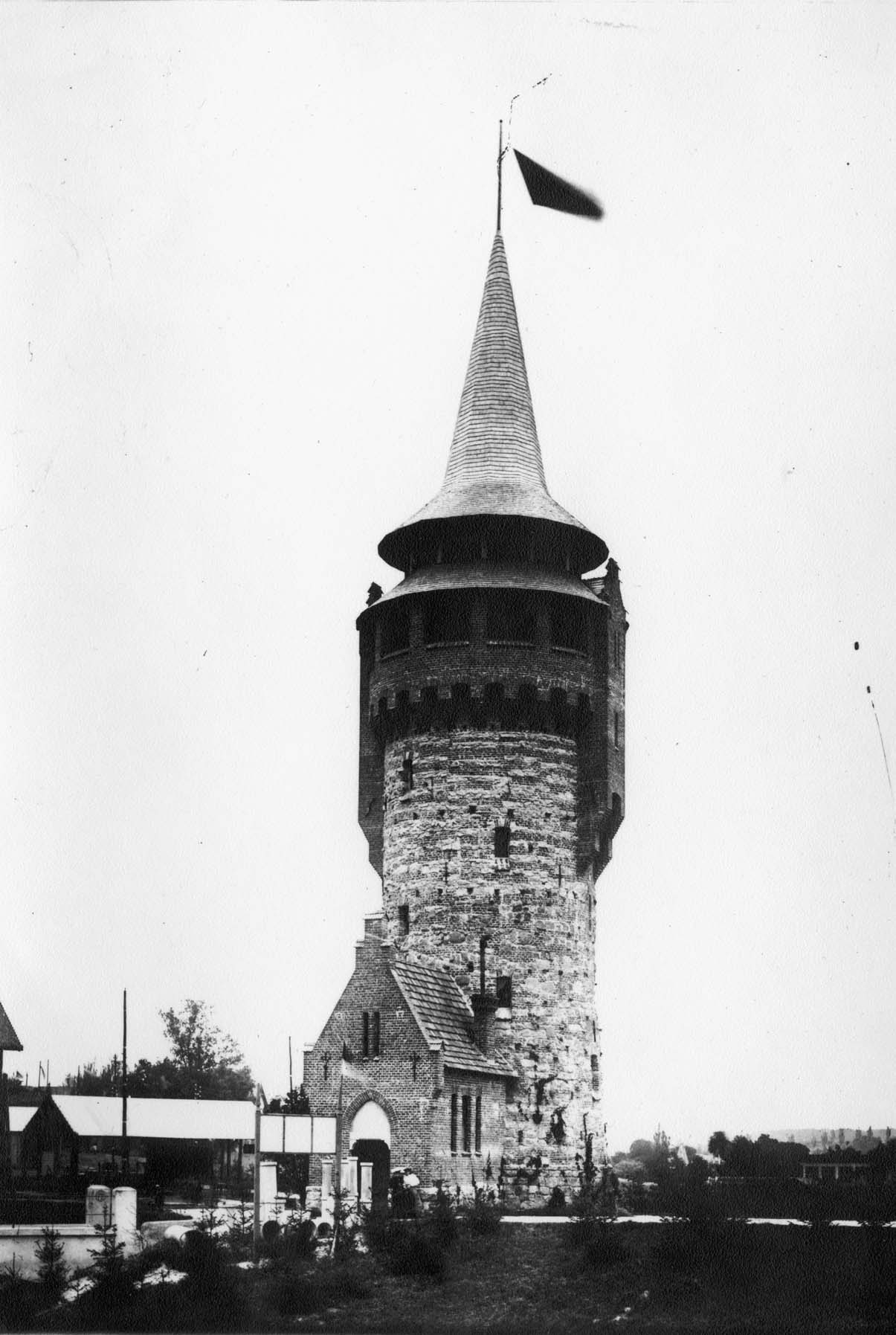
Водонапірна вежа (1894; Стрийський парк)
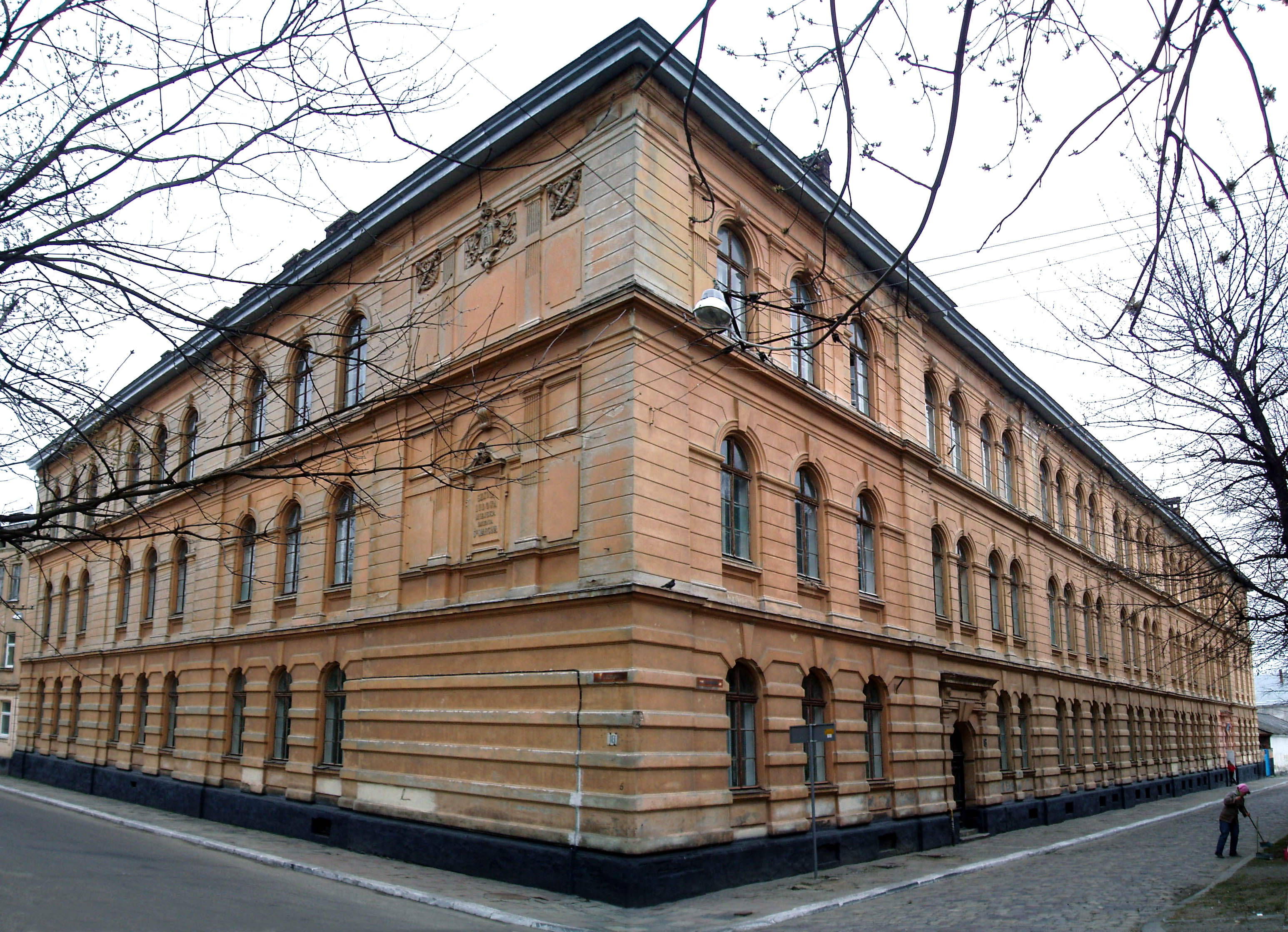
Колишня міська народна школа імені Святого Мартина (1898; вулиця Скидана, 18)
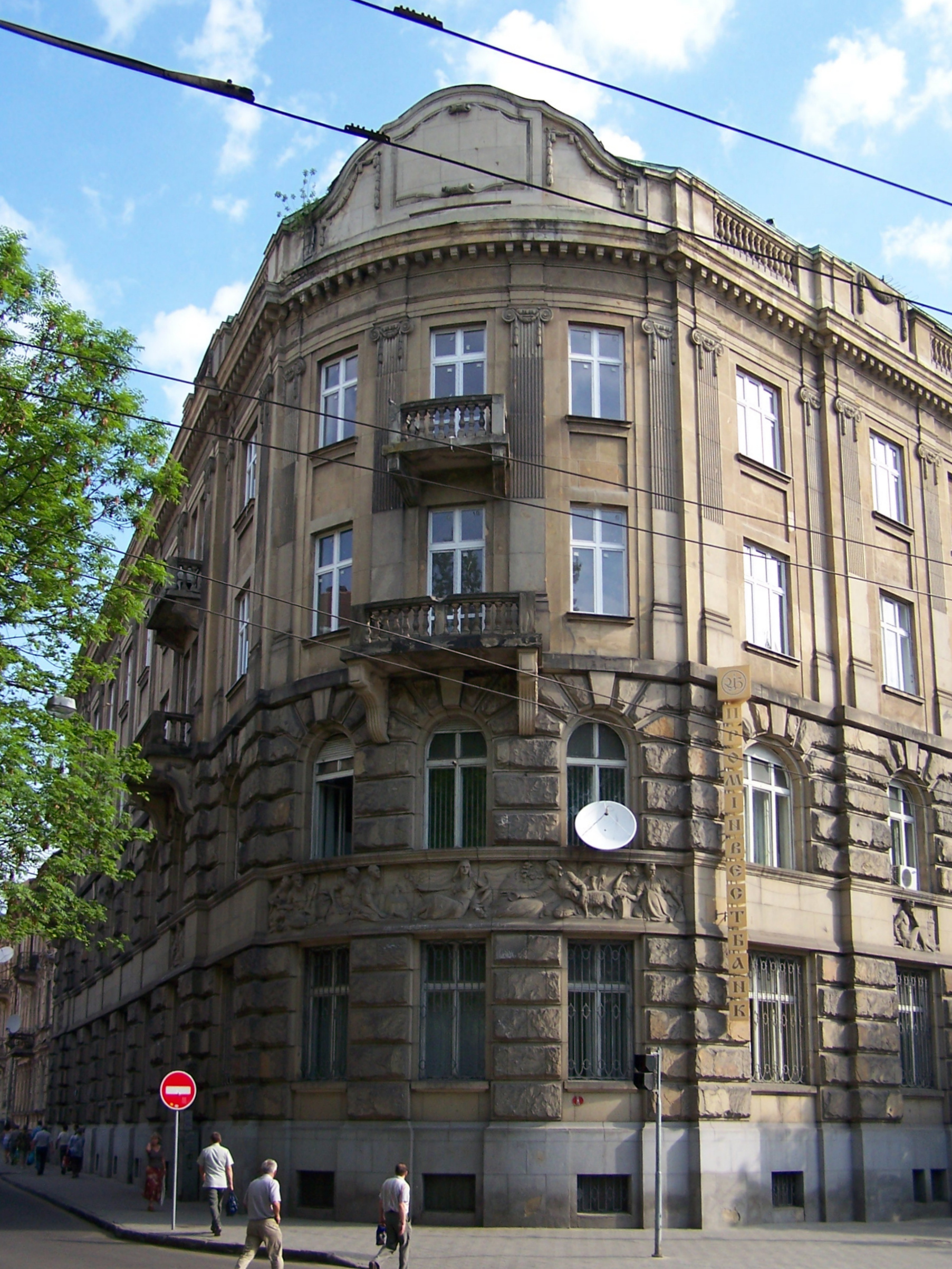
Колишній Австро-угорський банк (1912—1913; вулиця Листопадового чину, 8)
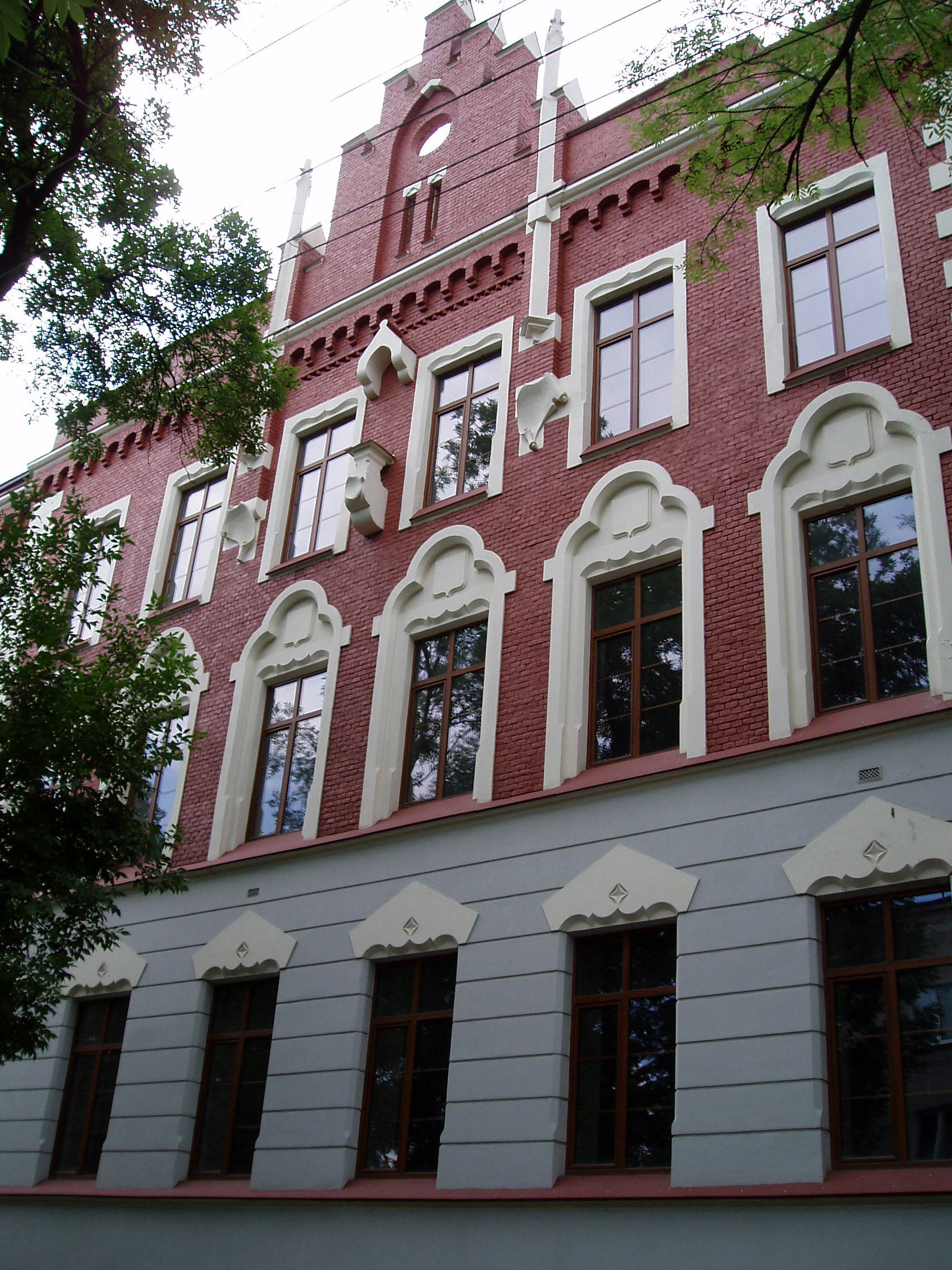
Колишня школа імені Сенкевича у Львові (1905—1906; вулиця Залізняка, 21)
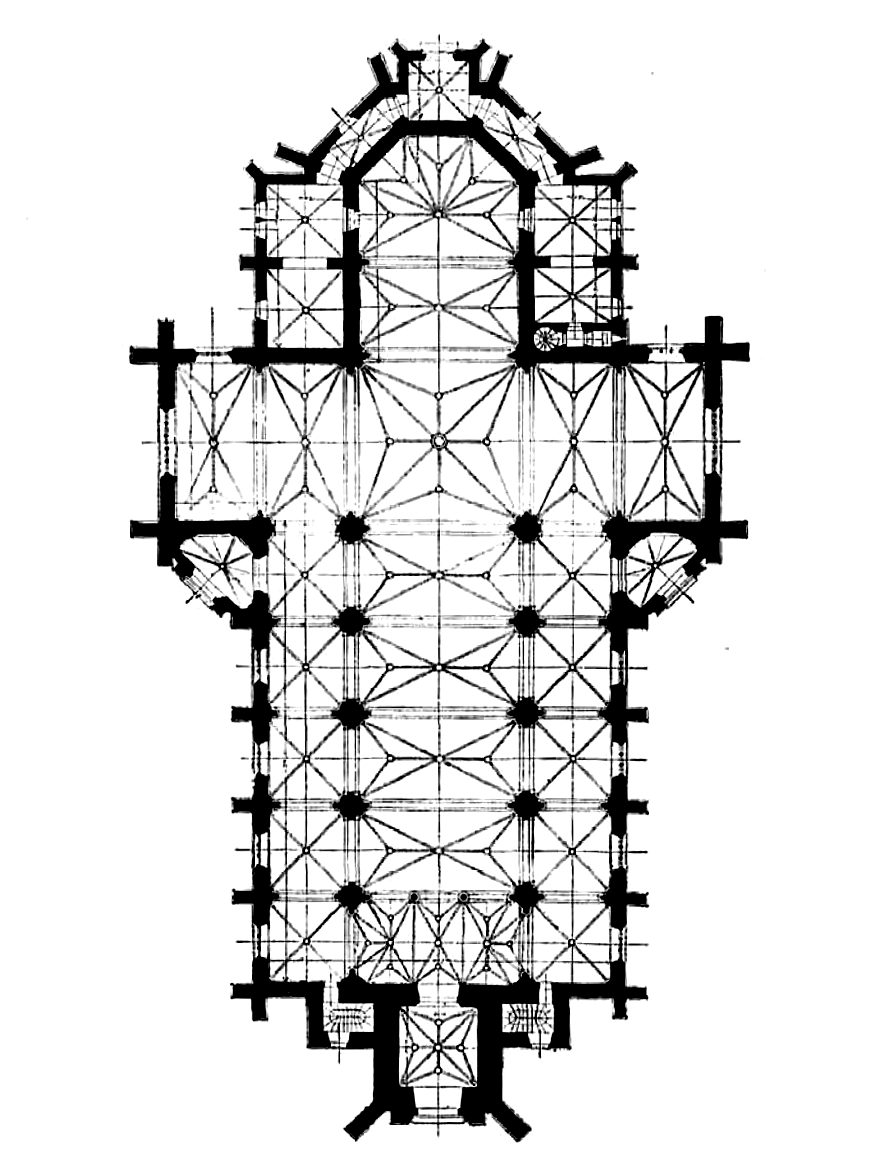
План конкурсного проєкту костелу святої Єлизавети